# Schichau Werft Danzig
Il Cantiere navale Schichau di Danzica (in tedesco: Schichau Werft Danzig) è stato uno stabilimento di costruzioni navali della città di Danzica, attivo tra il 1892 e il 1945 ed è stato uno dei principali stabilimenti di costruzioni navali tedeschi.

## Storia

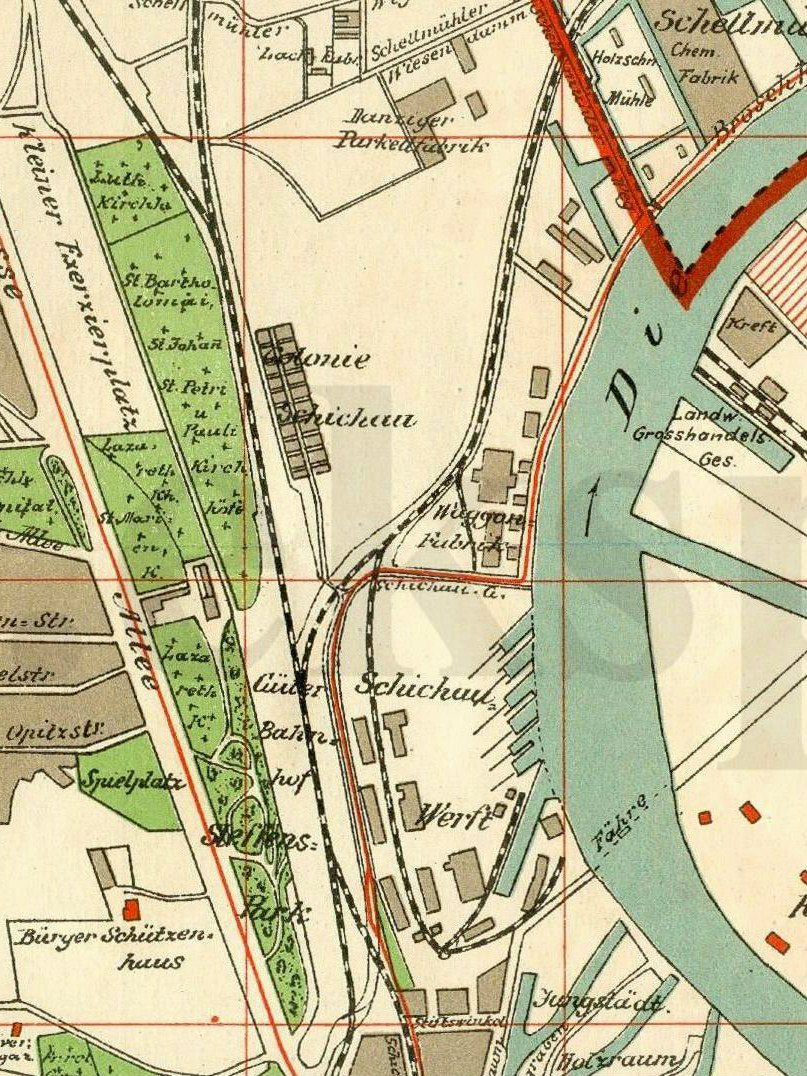
Pianta di Danzica nel 1912 con il cantiere Schichau

Nel 1837 l'ingegnere tedesco Ferdinand Schichau impiantò ad Elbląg, in Prussia, un'industria meccanica, successivamente nota con il nome di F. Schichau s.r.l. Fabbrica di macchine e locomotive, Elbing (tedesco: F. Schichau GmbH, Maschinen-und Lokfabrik, Elbing ) nella quale venne avviata la produzione di presse idrauliche ed escavatori. Alla fine del 1852, a Elbing venne allestito un cantiere navale separato, entrato in funzione nel 1854, noto come Schichau Elbinger Dampfschiffs-Reederei, dove nel 1855 fu varato il Borussia, il primo piroscafo a elica prodotto in Prussia. Borussia è il nome latino della Prussia. Il cantiere venne poi ampliato e nel 1872 Schichau acquistò il cantiere vicino a Mitzlaff, sempre a Elbing. Dal 1877 il cantiere navale produsse navi per la Kaiserliche Marine, la Marina dell'Impero tedesco, specializzandosi nella produzione di torpediniere e successivamente di cacciatorpediniere, sia per la Kaiserliche Marine, sia per marine straniere.
Poiché la posizione del cantiere sul fiume Elbing limitava le dimensioni delle navi che potevano essere costruite, nel 1889 Ferdinand Schichau acquistò un terreno di 50 ettari vicino al Cantiere Imperiale di Danzica, dove a partire dal 1890 venne avviata la costruzione di un cantiere navale, che divenne lo stabilimento Schichau Werft, nel quale la produzione entrò in funzione nel 1892 e la prima nave, una corvetta per la Marina Imperiale (tedesco: Kaiserliche Marine), varata nel 1893 alla presenza del Kaiser Guglielmo II. La produzione del cantiere Schichau Werft comprendeva navi commerciali, passeggeri, merci e navi militari di più grandi fino alle dimensioni di una corazzata. Numerose furono le commesse sia civili che militari per l'estero. Per la Kaiserliche Marine nel periodo che precedette la prima guerra mondiale vennero realizzate otto navi da battaglia delle classi Friedrich III, Wittelsbach, Braunschweig, Classe Deutschland, Helgoland, Classe Kaiser e Derfflinger e dopo l'entrata in guerra dell'Impero tedesco una nave da battaglia della Classe Bayern. Tra le navi prodotte dal cantiere di Danzica, l'incrociatore Pillau, che, inizialmente costruito per la Marina imperiale russa con il nome di Murav'ëv-Amurskij, allo scoppio della guerra venne incorporato nella Kaiserliche Marine con il nome Pillau e dopo la guerra sarebbe stato ceduto in conto riparazione danni di guerra alla Regia Marina italiana e ribattezzato Bari.
Nel gennaio del 1914 una grande e caratteristica gru, chiamata martello, con un'altezza di 60 metri e una capacità di carico di 250 tonnellate, si trovava accanto al bacino di attracco del cantiere navale. Permetteva il trasferimento di grandi elementi sulla nave in costruzione e divenne un elemento caratteristico del panorama cittadino. Dopo la fine delle ostilità a Danzica, nel marzo 1945, la gru fu tagliata dai russi e portata in un luogo sconosciuto.. Con la fine della prima guerra mondiale e con il trattato di Versailles, la Germania divette rinunciare alla città di Danzica che divenne città libera e gli stabilimenti Schichau Werft si trovarono fuori dai confini tedeschi.
Nel periodo successivo alla fine della prima guerra mondiale la Schichau-Werke, impresa da cui dipendeva il cantiere, rischiò il fallimento per le scarse commesse, ma riuscì a salvarsi grazie agli interventi statali in favore delle imprese della Prussia orientale, regione diventata periferica nella Germania dopo l'istituzione del corridoio di Danzica, lavorando in sinergia con la Union Gießerei Königsberg (tedesco: Unione fonderie Königsberg) una industria meccanica di Königsberg che operava nella fabbricazione di locomotive, caldaie e nella cantieristica, impresa che nel 1931 venne assorbita dalla Schichau-Werke. Lo stabilimento Schichau Werft risentì della mancanza di commesse militari, ma riuscì a sopravvivere grazie alla realizzazione di navi mercantili.
Dopo lo scoppio della seconda guerra mondiale la città di Danzica venne incorporata alla Germania il 2 settembre 1939, il giorno dopo l'inizio della Campagna di Polonia e il cantiere navale rilevato dalle autorità tedesche, insieme allo stabilimento Danziger Werft ex Cantiere Imperiale. Negli stabilimenti Schichau Werft vennero costruiti per la Kriegsmarine, la marina da guerra del Terzo Reich nel cantiere navale di Danzica 94 sommergibili. Nel cantiere navale di Elbing vevivano prodotti i sommergibili tascabili della classe Seehund. Fino al 1944 a Danzica vennero costruiti 62 sommergibili U-Boot Tipo VII e due sommergibili Tipo VII-C/41, prima che la produzione passasse agli U-Boat Tipo XXI, trenta esemplari dei quali vennero costruiti e varati a Danzica.
Con la sconfitta tedesca nella seconda guerra mondiale al termine del conflitto con la perdita da parte della Germania della Prussia occidentale a vantaggio della Polonia e della Prussia orientale a vantaggio dell'Unione Sovietica, gli impianti Schichau-Werke finirono per trovarsi in territori polacchi e sovietici. La città di Danzica venne incorporata alla Polonia e lo stabilimento Schichau Werft vide le sue attrezzature completamente smontate ed esportate in Unione Sovietica. Il 14 giugno 1945, il dipartimento marittimo del ministero dell'Industria ha costituito l'Unione cantieri navali polacchi (polacco: Zjednoczone Stocznie Polskie; acronimo: ZSP) con sede a Danzica. Le prime decisioni furono quelle di nominare commissioni incaricate di subentrare ai russi nei cantieri da loro occupati; queste attività furono completate il 30 agosto 1945 e coinvolgevano la gestione di 11 cantieri che operavano nella Città Libera di Danzica. Queste imprese erano così numerate:
- Cantiere n. 1 - ex cantiere navale di Danzica (Danziger Werft)
- Cantiere n. 2 - ex cantiere navale Schichau
- Cantiere n. 3 - ex fabbrica di vagoni
- Cantiere n. 4 - ex cantiere navale Wojan.

Inizialmente venne ipotizzato l'uso, nei primi anni, dei soli impianti di maggiori dimensioni, principalmente per le riparazioni navali, ed è stato individuato nell'ex Danziger Werft quello con le maggiori potenzialità. Nel Cantiere navale n. 2 vennero costruiti ponti e strutture in acciaio e motori a vapore. Nel Cantiere navale n. 3 si procedette alla costruzione di pescherecci e scialuppe di salvataggio e nel Cantiere n. 4 venne avviata la ristrutturazione di chiatte e navi fluviali. Nel 1946, fu deciso che l'industria della costruzioni navali dovesse svilupparsi come parte di un'economia pianificata a livello nazionale. Il 19 ottobre 1947 venne istituito il Cantiere navale di Danzica, incorporando gli attigui stabilimenti dell'ex Danziger Werft e dell'ex Schichau Werft. Il Cantiere navale di Danzica nel 1980 ebbe un'eco mondiale in seguito alle proteste del sindacato Solidarność.